# 韦宁 (艾奥瓦州)
韋寧（英語：Vining）是一個位於美國愛荷華州泰馬縣的城市。

## 地理
韋寧的座標為41°59′25″N 92°23′05″W / 41.99028°N 92.38472°W，而該地的平均海拔高度為273米（即896英尺）。

## 人口
根據2010年美國人口普查的數據，韋寧的面積為1.48平方千米，當中陸地面積為1.48平方千米，而水域面積為0.00平方千米。當地共有人口50人，而人口密度為每平方千米33人。